# Elechi Amadi
Elechi Amadi (Aluu, 12 maggio 1934 – Port Harcourt, 29 giugno 2016) è stato uno scrittore nigeriano, autore di cinque romanzi.
Le opere di Amadi fanno riferimento alla vita nei villaggi africani, agli usi, alle credenze e alle pratiche religiose, prima del "contatto" con il mondo occidentale e coloniale.